# Estação Japão-Liberdade
A Estação Japão–Liberdade ou Estação Liberdade é uma das estações da Linha 1–Azul do Metrô de São Paulo. Foi inaugurada em 17 de fevereiro de 1975 e está localizada na Praça da Liberdade, 133 no bairro da Liberdade. Durante sete meses e nove dias foi o ponto final da linha, em seu sentido norte. É a décima segunda estação da linha Azul, tanto em direção ao Tucuruvi (sentido norte), quanto em direção ao Jabaquara (sentido sul), estando, portanto, localizada na metade do percurso da mesma.

## Características
Estação subterrânea, ou enterrada, com dois mezaninos de distribuição (superior e inferior) e plataformas laterais com estrutura em concreto aparente. O principal acesso integra-se com a praça no nível do passeio.
Capacidade de até 20 mil passageiros por dia.
Área construída de 6 720m².

## Demanda média da estação
A média de entrada de passageiros nessa estação é de 25 mil passageiros por dia, segundo dados do Metrô. É considerada, por sua vez, a quarta menos movimentada do centro de São Paulo, perdendo apenas para as estações Tiradentes e Armênia, e a segunda menos movimentada do centro velho, perdendo apenas para a estação Pedro II.

## Mudança de nome
A alteração do nome da estação de Liberdade para Japão–Liberdade foi publicada no dia 24 de julho de 2018 no Diário Oficial do Estado de São Paulo por meio de um decreto do governador Márcio França. A mudança do nome foi realizada a pedido do empresário Hirofumi Ikesaki, dono da rede de cosméticos Ikesaki, que alegou ter investido R$ 200 mil em obras de revitalização da Praça da Liberdade, por conta das comemorações dos 110 anos da imigração japonesa no Brasil. No entanto, a mudança gerou repercussão negativa.
Segundo um artigo divulgado na 22ª Semana de Tecnologia Metroferroviária da Associação dos Engenheiros e Arquitetos de Metrô (AEAMESP), o custo de modificação do nome de uma estação de metrô/trem metropolitano intermediária como Liberdade é de cerca de R$ 620 mil.

## Obras de arte
Pinturas em exposição no mezanino da estação.
- Bad Moon, Lúcio Yutaka Kume, pintura (1988), tela e tinta acrílica (1,80 x 1,15 m)
- Momento História, Laerte Yoshiro Orui, pintura (1988), pintura sobre tela (1,80 x 1,15 m)
- Paralelepípedo, Mário Noburu Ishikawa, pintura (1988), fuligem sobre tela, fixada com verniz acrílico (1,80 x 1,15 m)
- Pós 80, Hironobu Kai, pintura (1988), tela e tinta acrílica (1,80 x 1,15 m)
- O Primeiro Imigrante a Desembarcar, Oscar Oiwa, pintura (1988), pintura sobre tela (1,80 x 1,15 m)
- Projeto para uma Paixão Sem Fim,  Milton Terumitsu Sogabe, desenho (1988), bico-de-pena, tela, tintas nankim (1,80 x 1,15 m)
- Tempo 1, Ayao Okamoto, pintura (1988), Papel arroz, tinta acrílica, lápis e verniz (1,80 x 1,15 m)
- Carlos Alberto Yasoshima, pintura (1988), tela, pastel seco e tinta acrílica (1,80 x 1,15 m)
- Hisae Sugishita, pintura (1988), tinta acrílica, verniz acrílico e tela (1,80 x 1,15 m)

## Tabelas
| Linha  | Terminais            | Inauguração            | Comprimento (km) | Estações | Duração das viagens (min) | Funcionamento (*)                                             |
| ------ | -------------------- | ---------------------- | ---------------- | -------- | ------------------------- | ------------------------------------------------------------- |
| 1 Azul | Tucuruvi ↔ Jabaquara | 14 de setembro de 1974 | 20,2             | 23       | 47                        | Diariamente, das 4h40 à 0h32; Sábados até a 1 hora de domingo |

| Sigla | Estação         | Inauguração             | Capacidade                   | Integração               | Plataformas | Posição   | Notas                                      |
| ----- | --------------- | ----------------------- | ---------------------------- | ------------------------ | ----------- | --------- | ------------------------------------------ |
| LIB   | Japão–Liberdade | 17 de fevereiro de 1975 | 20 mil passageiros hora/pico | Bilhete Único da SPTrans | Laterais    | Enterrada | Estação com estrutura de concreto aparente |